# Armeniaca zhengheensis
Armeniaca zhengheensis là loài thực vật có hoa trong họ Hoa hồng. Loài này được J.Y. Zhang & M.N. Lu mô tả khoa học đầu tiên năm 1999.